# Цеста (Добреполє)
Цеста (словен. Cesta) — поселення в общині Добреполє, Осреднєсловенський регіон, Словенія. 
Висота над рівнем моря: 444,2 м.